# Adolescență

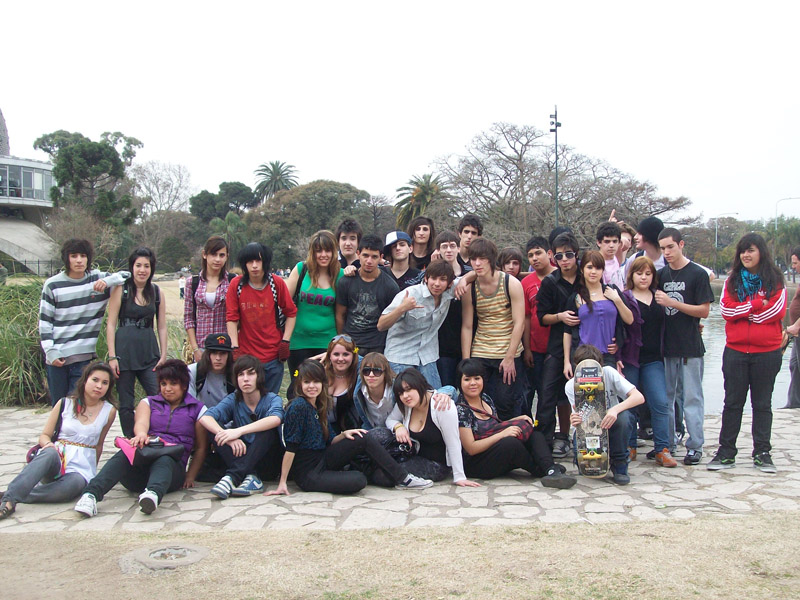
Adolescenți din Buenos Aires, Argentina

Adolescența (Latin adolescentia, de la adolescere) este perioada de tranziție biologică, psihologică și socială de la pubertate la maturitate. Intervalul de vârstă la care are loc această tranziție este ușor diferit de la un individ la altul și depinde de mai mulți factori: sex (în general fetele intră în adolescență înaintea băieților), cadrul socio-cultural etc.
Cu toate că pubertatea începe, în general, în jurul vârstei de 10-12 ani, ea poate începe și la orice vârstă cuprinsă în intervalul de 8-16 ani.
Această perioadă de tranziție presupune atât modificări la nivel fizic, cât și modificări la nivel de comportament și personalitate. Adolescentul devine mai preocupat de propria imagine și de poziția sa în raport cu cei din jur (grupul de prieteni, colegii de școală). În același timp, copilul adolescent tinde să se îndepărteze de părinți, în încercarea de a fi independent și de a decide pentru el însuși. Nevoia părinților de control și de supraveghere devine incongruentă cu noile nevoi de dezvoltare și comunicare ale copilului, iar conflictele devin sursa permanentă a neînțelegerilor între aceștia. 
Pentru a depăși dificultățile de relaționare, este util ca părinții să-și stabilească strategii de comunicare în relaționarea cu copii bazate pe empatie și înțelegerea nevoilor, încredere și respectarea intimității și a spațiului privat.
Dezvoltarea corectă a adolescenților se bazează pe stimularea mai multor arii în strânsă legătură cu activitatea lor. Un adolescent echilibrat alege activități care contribuie la dezvoltarea caracterului, creșterea încrederii în sine, dezvoltarea abilităților de socializare, identificarea pasiunilor și luarea deciziilor. Părinții trebuie să încurajeze dorința tinerilor de a-și descoperi propriul talent, fiindcă vârsta adolescenței este potrivită pentru a începe o carieră în domeniul ales.